# Круглов, Николай Иванович
Никола́й Ива́нович Кругло́в (1916—2001) — старший лейтенант Советской Армии, участник Великой Отечественной войны, Герой Советского Союза (1944).

## Биография
Родился 6 декабря 1916 года в селе Ивашево (ныне — Богородский городской округ Московской области). Окончил пять классов школы. В 1930 году переехал в Москву, где работал электромонтёром. В апреле 1942 года был призван на службу в Рабоче-крестьянскую Красную Армию. С мая 1942 года — на фронтах Великой Отечественной войны. Был тяжело ранен под Белёвом. В 1943 году окончил Тульское пулемётное училище. Воевал на Западном, Воронежском, 1-м Украинском, 2-м и 1-м Прибалтийском фронтах. Участвовал в Курской битве. К сентябрю 1943 года младший лейтенант Николай Круглов командовал пулемётным взводом мотострелкового батальона 178-й танковой бригады 10-го танкового корпуса 40-й армии Воронежского фронта. Отличился во время битвы за Днепр.
24 сентября 1943 года взвод под командованием Николая Круглова успешно переправился через Днепр в районе посёлка Ржищев Кагарлыкского района Киевской области Украинской ССР и захватил плацдарм на его западном берегу. В течение последующих суток он отразил несколько немецких контратак. В тех боях лично уничтожил более 60 солдат и офицеров противника.
Указом Президиума Верховного Совета СССР «О присвоении звания Героя Советского Союза генералам, офицерскому, сержантскому и рядовому составу Красной Армии» от 10 января 1944 года за «образцовое выполнение боевых заданий командования на фронте борьбы с немецкими захватчиками и проявленные при этом отвагу и геройство» младший лейтенант Николай Круглов был удостоен высокого звания Героя Советского Союза с вручением ордена Ленина и медали «Золотая Звезда» за номером 2366.
В 1947 году был уволен в запас в звании старшего лейтенанта. Проживал в городе Электросталь Московской области, работал на местном заводе тяжёлого машиностроения. В 1957 году он окончил машиностроительный техникум.
Скончался 5 февраля 2001 года.
Был также награждён орденом Красного Знамени, двумя орденами Отечественной войны 1-й степени, орденом Красной Звезды, рядом медалей.